# Рузский муниципальный округ
Рузский муниципа́льный о́круг — муниципальное образование на западе Московской области России, соответствующее по административно-территориальному делению городу областного подчинения Руза с административной территорией.
Административный центр — город Руза, расположен на берегу реки Рузы на юго-востоке Смоленско-Московской возвышенности в 24 км к северо-западу от железнодорожной станции Дорохово. При этом крупнейшим населённым пунктом городского округа является посёлок городского типа Тучково, а не город Руза.
До 2017 года — Рузский район, административно-территориальная единица (район) и муниципальное образование (муниципальный район). 9 января 2017 года Рузский муниципальный район был преобразован в Рузский городской округ. 23 апреля 2017 года Рузский административный район был преобразован в город областного подчинения Руза с административной территорией.
С 1 января 2025 года Рузский городской округ преобразован в Рузский муниципальный округ.

## История
Древнейшими свидетельствами заселения территории Рузского района являются артефакты эпохи мезолита и неолита. К средневековью относятся находки женских украшений вятичей (подвески, височные кольца, обереги).
Рузский район был образован 12 июля 1929 года в составе Московского округа Московской области. В состав района вошли город Руза и следующие сельсоветы бывшего Можайского уезда:
- из Ащеринской волости: Дробылевский, Комлевский, Куровский, Лихачевский, Лужковский, Сумароковский, Токарёвский
- из Клементьевской волости: Алешинский, Воскресенский, Настасьинский (селение Настасьино), Нововасюковский (селения Васюково, Маклаково)
- из Моревской волости: Васильевский, Колюбакинский, Моревский, Томшиногорский, Трутеевский, Тучковский
- из Орешковской волости: Аннинский, Барынинский, Волковский, Горбовский, Михайловский, Никольский, Ординский, Орешковский, Пановский, Ремяницинский
- из Рузской волости: Ватулинский, Костинский, Новотеряевский, Ракитинский, Старониколаевский, Старорузский, Сытьковский, Тимофеевский
- из Хотебцевской волости: Борзецовский, Ивановский, Филатовский, Хотебцовский
- из Щелковской волости: Алексинский, Макеевский.

20 мая 1930 года из Звенигородского района в Рузский был передан Григоровский сельсовет, из Верейского района — Мухинский (при этом он был упразднён), из Ново-Петровского района — Грулёвский сельсовет. Из Рузского района в Волоколамский был передан Токаревский сельсовет.
20 февраля 1934 года был образован рабочий посёлок Тучково. Тучковский сельсовет был упразднён, а вместо него создан Мухинский сельсовет.
26 октября 1938 года был образован рабочий посёлок Колюбакино.
4 января 1939 года в новообразованный Осташёвский район были переданы Грулёвский, Дробылевский, Куровский, Сумароковский и Филатовский сельсоветы. 2 апреля Колюбакинский сельсовет был переименован в Неверовский. 17 июля были упразднены Алешинский, Алексинский, Нововасюковский (территория передана в Настасьинский с/с), Тимофеевский и Томшиногорский сельсоветы.
15 января 1941 года Настасьинский сельсовет (селения Васюково, Маклаково, Настасьино) был передан в Можайский район.
20 сентября 1951 года из Филатовского с/с Осташёвского района в Ивановский с/с Рузского района было передано селение Ведерники.
28 декабря 1951 года были упразднены Никольский и Ремяницинский (селения Александровка, Бабино, Дроздово, Дуброво, Ельники и Ремяница были переданы в Волковский с/с) с/с. Из Волковского с/с Хотебцовский были переданы селения Воскресенки и Таблово, а из Воскресенского с/с в Комлевский — селения Захнево и Никулкино.
14 июня 1954 года были упразднены Аннинский (территория передана в Барынинский с/с), Борзецовский (территория передана в Волковский с/с), Васильевский (территория передана в Краснооктябрьский с/с), Воскресенский (территория передана в Комлевский с/с), Горбовский, Григоровский (территория передана в Краснооктябрьский с/с), Ивановский (территория передана в Лужковский с/с), Костинский, Лихачевский (территория передана в Комлевский с/с), Макеевский, Михайловский (территория передана в Волковский с/с), Моревский, Мухинский, Неверовский (территория передана в Новогорбовский с/с), Новотеряевский, Ординский (территория передана в Новогорбовский с/с), Орешковский (территория передана в Барынинский с/с), Пановский (территория передана в Новогорбовский с/с), Ракитинский, Сытьковский и Трутеевский (территория передана в Краснооктябрьский с/с) сельсоветы. Образованы Кагановический, Краснооктябрьский (путём объединения Васильевского, Григоровского и Трутеевского с/с) и Новогорбовский (путём объединения Неверовского, Ординского и Пановского с/с) сельсоветы.
2 октября 1957 года Кагановический сельсовет был переименован в Моревский. 7 декабря из упразднённого Осташёвского района в Рузский были возвращены Куровский и Сумароковский сельсоветы.
4 марта 1958 года был воссоздан Ивановский сельсовет (в его состав вошли селения Лужковского с/с, селения Берёзки, Грули, Долматово, Помогаево, Сальково, Соколово, Филатово, Шапкино и Щёлково Судниковского с/с Волоколамского района). Упразднён Лужковский с/с (территория передана в Ивановский с/с). Из судниковского с/с Волоколамского района в Ивановский с/с Рузского района были переданы селения Берёзки Грули, Долматово, Помогаево, Сальково, Соколово, Филатово, Шапкино и Щёлково.
21 мая 1959 года из Ватулинского с/с в Комлевский были переданы селения Брыньково, Старое и Сытьково, а из Комлевского с/с в Ватулинский — селения Алёшино, Вандово, Воскресенки, Константиново и Новая.
3 июня 1959 года из упразднённого Новопетровского района в Рузский были переданы Вертковский, Деньковский, Никольский, Нудольский, Онуфриевский, Петровский, Рождественский, Савельевский, Тиликтинский и Ядроминский сельсоветы. 31 июля были упразднены Ватулинский (территория передана в Комлевский с/с), Ивановский (территория передана в Лужковский с/с), Моревский (селения Игнатьево, Марково, Молодиково, Морево, Ожигово, Петрово, Томшина Гора и Хрущёво были переданы в Краснооктябрьский с/с), Тиликтинский (территория передана в Нудольский с/с) и Хотебцовский (территория передана в Волковский с/с) сельсоветы. 5 сентября Вертковский и Нудольский сельсоветы были переданы в Клинский район.
12 декабря 1959 года из Краснооктябрьского с/с в черту р.п. Тучково было передано селение Люблино, а в подчинение р.п. Тучково — территория автодорожного техникума и лесной школы №5.
16 сентября 1960 года Деньковский, Онуфриевский, Петровский, Савельевский и Ядроминский сельсоветы были переданы в Истринский район.
31 июля 1962 года Куровский сельсовет был переименован в Ивановский.
1 февраля 1963 года Рузский район был упразднён. При этом города и рабочие посёлки были переданы в подчинение городу Можайску, все сельсоветы — в Можайский укрупнённый сельский район. Но уже 13 января 1965 года Рузский район был восстановлен. В его состав вошли город Руза; рабочие посёлки Дорохово, Колюбакино и Тучково; Барынинский, Волковский, Ивановский, Комлевский, Краснооктябрьский, Никольский, Новогорбовский, Рождественский, Старониколаевский, Старорузский, Сумароковский и Щелковский сельсоветы. 21 мая на территории, переданной из Симбуховского с/с Наро-Фоминского района, был образован Колодкинский сельсовет в составе селений Богородское, Златоустово, Ильятино, Колодкино, Ленинка, Лунинка, Митинка, Новое Ивановское, Новое Михайловское, Новая Николаевка, Новое Никольское, Петропавловское, Старое Никольское, Таганово, посёлки торфопредприятия и подсобного хозяйства «Шаликово».
17 августа 1965 года из Ивановского с/с в Сумароковский было передано селение Оселье.
20 декабря 1966 года из Комлевского с/с в Сумароковский были переданы селения Лихачёво, Новое Дьяково, Палашкино и Цыганово.
2 августа 1967 года Рождественский сельсовет был переименован в Покровский. Из Волковского с/с в Ивановский были переданы селения Копцево, Леньково, Накипелово, Покров, Ракитино, Шорново и посёлок Севводстроя, из Никольского с/с в Покровский были переданы селения Верхнее Сляднево, Лысково, Немирово, Нижнее Сляднево, Покровское, Пупки, Притыкино, Слобода, Самошкино,посёлки больницы МПС и больницы №4, а из Рождественского с/с в Никольский были переданы селения Агафидово, Андрейково, Буланино, Козлово, Мамошино, Марьино, Новорождествено, Подолы, Рождествено, Скирманово и Успенское. Территория Рождественского с/с в составе селений Городище, Ивойлово, Новая, Шилово и Щелканово была переименована в Покровский с/с.
27 декабря 1968 года из Краснооктябрьского с/с Рузского района в Никольский с/с Одинцовского района было передано селение Агафоново.
28 марта 1977 года был упразднён Щелковский сельсовет. Колодкинский сельсовет был переименован в Космодемьянский. Из Краснооктябрьского с/с Рузского района в Крымский с/с Одинцовского района были переданы селение Полушкино и посёлок торфопредприятия.
3 февраля 1994 года сельсоветы были преобразованы в сельские округа.
5 февраля 1996 года был упразднён Новогорбовский сельский округ (территория передана в Барынинский с/с).
10 февраля 2005 года рабочий поселок Дорохово преобразован в поселок Дорохово (Постановление Губернатора Московской области от 10 февраля 2005 года № 13-ПГ, «Информационный вестник Правительства МО», № 3, 25.03.2005), а рабочий поселок Колюбакино преобразован в поселок Колюбакино (Постановление Губернатора Московской области от 10 февраля 2005 года № 14-ПГ, «Информационный вестник Правительства МО», № 3, 25.03.2005).
14 марта 2017 года упразднены сельские поселения Волковское, Дороховское, Ивановское, Колюбакинское и Старорузское (Постановление Губернатора Московской области от 14 марта 2017 года № 88-ПГ, Официальный Интернет-портал Правительства Московской области http://www.mosreg.ru, 14.03.2017).
29 марта 2017 года рабочий поселок Тучково отнесен в административное подчинение городу Руза (Постановление Губернатора Московской области от 29 марта 2017 года № 124-ПГ, Официальный Интернет-портал Правительства Московской области http://www.mosreg.ru, 29.03.2017).
23 апреля 2017 года город Руза отнесен к категории города областного подчинения Московской области, а Рузский район упразднен (Закон Московской области от 7 апреля 2017 года № 42/2017-ОЗ, Официальный Интернет-портал Правительства Московской области http://www.mosreg.ru, 12.04.2017).

### Рузский муниципальный район
В феврале 2005 года в ходе муниципальной реформы в России Рузский район был наделён статусом муниципального района. Одновременно в его составе были образованы 7 муниципальный образований 2-го уровня — 2 городских и 5 сельских поселений:
| № | Городские и сельские поселения   | Административный центр  | Количество населённых пунктов | Население | Площадь, км2 |
| - | -------------------------------- | ----------------------- | ----------------------------- | --------- | ------------ |
| 1 | Городское поселение Руза         | город Руза              | 1                             | ↘15 269   | 17,38        |
| 2 | Городское поселение Тучково      | рабочий посёлок Тучково | 1                             | ↗23 115   | 25,02        |
| 3 | Сельское поселение Волковское    | деревня Нововолково     | 54                            | ↘5308     | 437,23       |
| 4 | Сельское поселение Дороховское   | посёлок Дорохово        | 48                            | ↘8394     | 355,35       |
| 5 | Сельское поселение Ивановское    | посёлок Беляная Гора    | 42                            | ↘2620     | 224,81       |
| 6 | Сельское поселение Колюбакинское | посёлок Колюбакино      | 38                            | ↘5699     | 268,21       |
| 7 | Сельское поселение Старорузское  | деревня Нестерово       | 46                            | ↗9009     | 239,56       |

При этом с точки зрения административного деления территория Рузского муниципального района соответствовала административной единице «Рузский район». Административным центром Рузского муниципального района являлся город Руза.

### Рузский городской округ
В ходе муниципальной реформы в Московской области по преобразованию муниципальных районов в городские округа 9 января 2017 года законом № 184/2016-ОЗ муниципальное образование Рузский муниципальный район было преобразовано в Рузский городской округ с одновременным упразднением всех ранее входивших в него муниципальных образований 2-го уровня — 2 городских и 5 сельских поселений.
23 апреля 2017 года с точки зрения административно-территориального устройства, административно-территориальная единица Рузский район была преобразована в город областного подчинения Руза с административной территорией.

## Население
| 1931    | 1959    | 1970    | 1979    | 1989    | 2002    | 2006    | 2009    | 2010    |
| ------- | ------- | ------- | ------- | ------- | ------- | ------- | ------- | ------- |
| 33 030  | ↗60 582 | ↗64 419 | ↘61 664 | ↗67 533 | ↘63 685 | ↘60 735 | ↗64 745 | ↘61 673 |
| 2011    | 2012    | 2013    | 2014    | 2015    | 2016    | 2017    | 2018    | 2019    |
| ↗62 804 | →62 804 | ↘62 737 | ↗62 794 | ↗62 873 | ↘62 745 | ↗62 845 | ↘62 211 | ↘61 622 |
| 2020    | 2021    | 2023    | 2024    |         |         |         |         |         |
| ↘61 290 | ↗78 971 | ↗79 513 | ↗79 874 |         |         |         |         |         |

### Урбанизация
В городских условиях (город Руза и рабочий посёлок Тучково) проживают 48,06 % населения городского округа.

### Национальный состав
По итогам переписи населения 2020 года проживали следующие национальности (национальности менее 0,1 % и другое, см. в сноске к строке «Другие»):
| Национальность | Численность, чел. | Доля     |
| -------------- | ----------------- | -------- |
| Русские        | 68 607            | 86,88 %  |
| Узбеки         | 727               | 0,92 %   |
| Армяне         | 707               | 0,90 %   |
| Таджики        | 647               | 0,82 %   |
| Украинцы       | 493               | 0,62 %   |
| Татары         | 334               | 0,42 %   |
| Азербайджанцы  | 290               | 0,37 %   |
| Чеченцы        | 273               | 0,35 %   |
| Белорусы       | 237               | 0,30 %   |
| Молдаване      | 166               | 0,21 %   |
| Чуваши         | 107               | 0,14 %   |
| Мордва         | 86                | 0,11 %   |
| Казахи         | 80                | 0,10 %   |
| Другие         | 6217              | 7,86 %   |
| Итого          | 78 971            | 100,00 % |

## Населённые пункты
| №   | Населённый пункт            | Тип                     | Население | Бывшее сельское или городское поселение |
| --- | --------------------------- | ----------------------- | --------- | --------------------------------------- |
| 1   | Акатово                     | деревня                 | →8        | Ивановское                              |
| 2   | Акулово                     | деревня                 | ↘5        | Дороховское                             |
| 3   | Алексино                    | деревня                 | ↘4        | Дороховское                             |
| 4   | Алёшино                     | деревня                 | ↘6        | Старорузское                            |
| 5   | Алтыново                    | деревня                 | ↗43       | Колюбакинское                           |
| 6   | Андрейково                  | деревня                 | ↘7        | Волковское                              |
| 7   | Аннино                      | село                    | ↘22       | Колюбакинское                           |
| 8   | Апальщино                   | деревня                 | ↘36       | Колюбакинское                           |
| 9   | Апухтино                    | деревня                 | →0        | Ивановское                              |
| 10  | Артюхино                    | деревня                 | ↗29       | Колюбакинское                           |
| 11  | Архангельское               | село                    | ↗56       | Дороховское                             |
| 12  | Бабаево                     | посёлок                 | ↘39       | Старорузское                            |
| 13  | Бабино                      | деревня                 | ↗66       | Волковское                              |
| 14  | Бараново                    | деревня                 | ↗3        | Дороховское                             |
| 15  | Барынино                    | деревня                 | ↗189      | Колюбакинское                           |
| 16  | Белобородово                | деревня                 | ↗19       | Старорузское                            |
| 17  | Бельково                    | деревня                 | ↘10       | Дороховское                             |
| 18  | Беляная Гора                | посёлок                 | ↗1101     | Ивановское                              |
| 19  | Бережки                     | деревня                 | ↗13       | Колюбакинское                           |
| 20  | Берёзкино                   | деревня                 | ↘23       | Дороховское                             |
| 21  | Богородское                 | село                    | ↘245      | Дороховское                             |
| 22  | Большие Горки               | деревня                 | ↘1        | Волковское                              |
| 23  | Борзецово                   | деревня                 | ↘0        | Волковское                              |
| 24  | Бородёнки                   | посёлок                 | ↘39       | Волковское                              |
| 25  | Ботино                      | деревня                 | ↘0        | Старорузское                            |
| 26  | Брикет                      | посёлок                 | ↘588      | Волковское                              |
| 27  | Брыньково                   | деревня                 | ↘67       | Старорузское                            |
| 28  | Буланино                    | деревня                 | ↗11       | Волковское                              |
| 29  | Булыгино                    | деревня                 | ↗22       | Ивановское                              |
| 30  | Бунино                      | деревня                 | ↘4        | Волковское                              |
| 31  | Вандово                     | деревня                 | ↘27       | Старорузское                            |
| 32  | Вараксино                   | деревня                 | →0        | Ивановское                              |
| 33  | Варвариха                   | деревня                 | ↘8        | Волковское                              |
| 34  | Васильевское                | деревня                 | →0        | Волковское                              |
| 35  | Васильевское                | село                    | ↗37       | Колюбакинское                           |
| 36  | Ватулино                    | деревня                 | ↗149      | Старорузское                            |
| 37  | Ваюхино                     | деревня                 | ↘2        | Колюбакинское                           |
| 38  | Ведерники                   | деревня                 | ↗22       | Ивановское                              |
| 39  | Вертошино                   | деревня                 | ↘13       | Старорузское                            |
| 40  | Верхнее Сляднево            | деревня                 | ↗12       | Волковское                              |
| 41  | Вишенки                     | деревня                 | ↘15       | Колюбакинское                           |
| 42  | Волково                     | деревня                 | ↗7        | Волковское                              |
| 43  | Волынщино                   | деревня                 | ↘59       | Волковское                              |
| 44  | Воробьёво                   | деревня                 | ↘583      | Старорузское                            |
| 45  | Воскресенское               | деревня                 | ↘44       | Старорузское                            |
| 46  | Вражеское                   | деревня                 | ↗19       | Старорузское                            |
| 47  | Высоково                    | деревня                 | ↘22       | Колюбакинское                           |
| 48  | Гидроузел                   | посёлок                 | ↘12       | Ивановское                              |
| 49  | Глиньково                   | деревня                 | ↘11       | Волковское                              |
| 50  | Глухово                     | деревня                 | ↘141      | Старорузское                            |
| 51  | Головинка                   | деревня                 | ↘51       | Дороховское                             |
| 52  | Гомнино                     | деревня                 | ↘19       | Дороховское                             |
| 53  | Горбово                     | деревня                 | ↘14       | Старорузское                            |
| 54  | Горбово                     | посёлок                 | ↗453      | Старорузское                            |
| 55  | Горки                       | деревня                 | →0        | Старорузское                            |
| 56  | Городилово                  | деревня                 | ↘5        | Старорузское                            |
| 57  | Городище                    | село                    | ↘7        | Волковское                              |
| 58  | Городище                    | посёлок                 | ↘66       | Волковское                              |
| 59  | Городище                    | деревня                 | ↘5        | Волковское                              |
| 60  | Грибцово                    | деревня                 | ↗168      | Дороховское                             |
| 61  | Григорово                   | деревня                 | ↘52       | Колюбакинское                           |
| 62  | Грязново                    | деревня                 | ↗7        | Ивановское                              |
| 63  | Демёнково                   | деревня                 | ↘5        | Дороховское                             |
| 64  | Демидково                   | деревня                 | ↗2        | Ивановское                              |
| 65  | Денисиха                    | деревня                 | ↘1        | Волковское                              |
| 66  | Детского городка «Дружба»   | посёлок                 | ↘71       | Колюбакинское                           |
| 67  | Дома отдыха «Лужки»         | посёлок                 | ↗148      | Ивановское                              |
| 68  | Дома отдыха «Тучково» ВЦСПС | посёлок                 | ↘79       | Колюбакинское                           |
| 69  | Дорохово                    | посёлок                 | ↗4497     | Дороховское                             |
| 70  | Дробылёво                   | деревня                 | ↗49       | Ивановское                              |
| 71  | Ельники                     | деревня                 | ↗5        | Волковское                              |
| 72  | Ерденьево                   | деревня                 | ↘2        | Ивановское                              |
| 73  | Еськино                     | деревня                 | ↘17       | Дороховское                             |
| 74  | Жиганово                    | деревня                 | ↗8        | Старорузское                            |
| 75  | Жолобово                    | деревня                 | ↗5        | Старорузское                            |
| 76  | Журавлёво                   | деревня                 | ↗29       | Ивановское                              |
| 77  | Заовражье                   | деревня                 | ↘33       | Колюбакинское                           |
| 78  | Захнево                     | деревня                 | ↗13       | Старорузское                            |
| 79  | Землино                     | деревня                 | ↗32       | Дороховское                             |
| 80  | Златоустово                 | деревня                 | ↘147      | Дороховское                             |
| 81  | Иваново                     | деревня                 | ↗34       | Ивановское                              |
| 82  | Ивойлово                    | деревня                 | ↗344      | Волковское                              |
| 83  | Игнатьево                   | деревня                 | ↗46       | Колюбакинское                           |
| 84  | Ильинское                   | деревня                 | →1        | Волковское                              |
| 85  | Ильятино                    | деревня                 | →0        | Дороховское                             |
| 86  | Кожино                      | село                    | ↗25       | Дороховское                             |
| 87  | Кожино                      | посёлок                 | ↘1124     | Дороховское                             |
| 88  | Кожино                      | деревня                 | ↘18       | Старорузское                            |
| 89  | Козлово                     | деревня                 | ↘1        | Волковское                              |
| 90  | Коковино                    | деревня                 | ↗28       | Колюбакинское                           |
| 91  | Кокшино                     | деревня                 | ↘13       | Ивановское                              |
| 92  | Колодкино                   | деревня                 | ↘198      | Дороховское                             |
| 93  | Колюбакино                  | посёлок                 | ↘2436     | Колюбакинское                           |
| 94  | Комлево                     | деревня                 | ↗87       | Старорузское                            |
| 95  | Константиново               | деревня                 | →3        | Старорузское                            |
| 96  | Контемирово                 | деревня                 | ↗35       | Дороховское                             |
| 97  | Копцево                     | деревня                 | 22        | Ивановское                              |
| 98  | Корчманово                  | деревня                 | ↘1        | Колюбакинское                           |
| 99  | Космодемьянский             | посёлок                 | ↗740      | Дороховское                             |
| 100 | Костино                     | деревня                 | ↘85       | Старорузское                            |
| 101 | Красотино                   | деревня                 | ↗7        | Старорузское                            |
| 102 | Кривошеино                  | деревня                 | ↘9        | Колюбакинское                           |
| 103 | Крюково                     | деревня                 | ↗59       | Колюбакинское                           |
| 104 | Кузянино                    | деревня                 | ↘0        | Дороховское                             |
| 105 | Курово                      | деревня                 | ↗33       | Ивановское                              |
| 106 | Ладыгино                    | деревня                 | ↗24       | Колюбакинское                           |
| 107 | Лашино                      | деревня                 | ↘13       | Ивановское                              |
| 108 | Ленинка                     | деревня                 | ↗54       | Дороховское                             |
| 109 | Леньково                    | деревня                 | ↗106      | Ивановское                              |
| 110 | Лидино                      | деревня                 | ↘714      | Ивановское                              |
| 111 | Лихачёво                    | деревня                 | ↗211      | Ивановское                              |
| 112 | Лобково                     | деревня                 | ↘22       | Дороховское                             |
| 113 | Лукино                      | деревня                 | ↘4        | Старорузское                            |
| 114 | Лунинка                     | деревня                 | →8        | Дороховское                             |
| 115 | Лызлово                     | деревня                 | ↘18       | Колюбакинское                           |
| 116 | Лысково                     | деревня                 | ↘35       | Волковское                              |
| 117 | Лыщиково                    | деревня                 | ↘260      | Дороховское                             |
| 118 | Макеиха                     | деревня                 | ↗45       | Дороховское                             |
| 119 | Малоиванцево                | деревня                 | →4        | Старорузское                            |
| 120 | Малые Горки                 | деревня                 | →0        | Волковское                              |
| 121 | Мамошино                    | деревня                 | ↘49       | Волковское                              |
| 122 | Марково                     | деревня                 | ↗22       | Колюбакинское                           |
| 123 | Марс                        | деревня                 | ↘39       | Старорузское                            |
| 124 | Марьино                     | деревня                 | ↘12       | Дороховское                             |
| 125 | Матвейцево-1                | деревня                 | ↘2        | Волковское                              |
| 126 | Матвейцево-2                | деревня                 | ↘8        | Волковское                              |
| 127 | Митинка                     | деревня                 | ↘25       | Дороховское                             |
| 128 | Михайловское                | деревня                 | ↘25       | Волковское                              |
| 129 | Мишинка                     | деревня                 | ↗292      | Дороховское                             |
| 130 | Молодиково                  | деревня                 | ↗28       | Колюбакинское                           |
| 131 | Морево                      | деревня                 | ↗9        | Колюбакинское                           |
| 132 | Мытники                     | деревня                 | ↘6        | Волковское                              |
| 133 | Накипелово                  | деревня                 | ↗26       | Ивановское                              |
| 134 | Неверово                    | деревня                 | ↘77       | Колюбакинское                           |
| 135 | Немирово                    | деревня                 | ↗17       | Волковское                              |
| 136 | Нестерово                   | деревня                 | ↗2595     | Старорузское                            |
| 137 | Нижнее Сляднево             | деревня                 | ↘39       | Волковское                              |
| 138 | Никольское                  | село                    | ↘613      | Волковское                              |
| 139 | Никольское                  | деревня                 | ↘15       | Колюбакинское                           |
| 140 | Никулкино                   | деревня                 | ↗15       | Старорузское                            |
| 141 | Новая                       | деревня                 | ↘0        | Волковское                              |
| 142 | Новая                       | село                    | ↘29       | Старорузское                            |
| 143 | Нововолково                 | деревня                 | ↘1089     | Волковское                              |
| 144 | Новогорбово                 | деревня                 | ↘91       | Колюбакинское                           |
| 145 | Новоивановское              | деревня                 | ↗161      | Дороховское                             |
| 146 | Новокурово                  | деревня                 | ↗40       | Ивановское                              |
| 147 | Новомихайловское            | деревня                 | ↘12       | Дороховское                             |
| 148 | Новониколаевка              | деревня                 | ↘3        | Дороховское                             |
| 149 | Новониколаево               | деревня                 | →0        | Старорузское                            |
| 150 | Новоникольское              | деревня                 | ↘2        | Дороховское                             |
| 151 | Новорождествено             | деревня                 | →3        | Волковское                              |
| 152 | Новотеряево                 | посёлок                 |           | Старорузское                            |
| 153 | Овсяники                    | деревня                 | ↘38       | Ивановское                              |
| 154 | Ожигово                     | деревня                 | ↗6        | Колюбакинское                           |
| 155 | Орешки                      | деревня                 | ↘661      | Колюбакинское                           |
| 156 | Оселье                      | деревня                 | ↗3        | Ивановское                              |
| 157 | Палашкино                   | деревня                 | ↗54       | Ивановское                              |
| 158 | Паново                      | деревня                 | ↗36       | Колюбакинское                           |
| 159 | Пансионата «Полушкино»      | посёлок                 | ↘410      | Колюбакинское                           |
| 160 | Пахомьево                   | деревня                 | ↘11       | Ивановское                              |
| 161 | Петрищево                   | деревня                 | ↘18       | Дороховское                             |
| 162 | Петропавловское             | деревня                 | ↘4        | Дороховское                             |
| 163 | Петряиха                    | деревня                 | ↗3        | Колюбакинское                           |
| 164 | Писарёво                    | деревня                 | ↗44       | Старорузское                            |
| 165 | Подолы                      | деревня                 | ↘1        | Волковское                              |
| 166 | Покров                      | деревня                 | ↗33       | Ивановское                              |
| 167 | Покровское                  | село                    | ↗1755     | Волковское                              |
| 168 | Полуэктово                  | деревня                 | ↘0        | Дороховское                             |
| 169 | Помогаево                   | деревня                 | ↗6        | Ивановское                              |
| 170 | Поречье                     | деревня                 | ↘922      | Колюбакинское                           |
| 171 | Потапово                    | деревня                 | →0        | Ивановское                              |
| 172 | Притыкино                   | деревня                 | →3        | Волковское                              |
| 173 | Пупки                       | деревня                 | ↗6        | Волковское                              |
| 174 | Ракитино                    | деревня                 | ↘30       | Ивановское                              |
| 175 | Редькино                    | деревня                 | ↗9        | Колюбакинское                           |
| 176 | Ремяница                    | деревня                 | →0        | Волковское                              |
| 177 | Рождествено                 | село                    | ↘131      | Волковское                              |
| 178 | Руза                        | город                   | ↘15 269   | Руза                                    |
| 179 | Румянцево                   | деревня                 | ↘8        | Старорузское                            |
| 180 | Рупасово                    | деревня                 | ↗15       | Ивановское                              |
| 181 | Рыбушкино                   | деревня                 | ↗6        | Старорузское                            |
| 182 | Рябцево                     | деревня                 | ↗23       | Ивановское                              |
| 183 | Самошкино                   | деревня                 | ↘1        | Волковское                              |
| 184 | Сафониха                    | деревня                 | ↘16       | Волковское                              |
| 185 | Семёнково                   | деревня                 | ↘13       | Волковское                              |
| 186 | Скирманово                  | деревня                 | ↗9        | Волковское                              |
| 187 | Слобода                     | деревня                 | ↘11       | Волковское                              |
| 188 | Сонино                      | деревня                 | ↗6        | Колюбакинское                           |
| 189 | Сорочнево                   | деревня                 | ↗6        | Ивановское                              |
| 190 | Старая Руза                 | деревня                 | ↘403      | Старорузское                            |
| 191 | Старая Руза                 | посёлок                 | ↗1431     | Старорузское                            |
| 192 | Старо                       | деревня                 | ↘24       | Волковское                              |
| 193 | Старо                       | село                    | ↘25       | Дороховское                             |
| 194 | Старо                       | посёлок                 | ↗17       | Старорузское                            |
| 195 | Старониколаево              | деревня                 | ↘89       | Дороховское                             |
| 196 | Староникольское             | деревня                 | ↘6        | Дороховское                             |
| 197 | Старотеряево                | посёлок                 | ↗938      | Старорузское                            |
| 198 | Строганка                   | деревня                 | ↘6        | Дороховское                             |
| 199 | Стрыгино                    | деревня                 | ↗13       | Колюбакинское                           |
| 200 | Сумароково                  | деревня                 | ↗124      | Ивановское                              |
| 201 | Сухарево                    | деревня                 | ↘24       | Старорузское                            |
| 202 | Сытьково                    | деревня                 | ↘820      | Старорузское                            |
| 203 | Таблово                     | деревня                 | ↗131      | Волковское                              |
| 204 | Таганово                    | деревня                 | ↗10       | Дороховское                             |
| 205 | Тимофеево                   | деревня                 | ↘24       | Дороховское                             |
| 206 | Тимохино                    | деревня                 | ↘5        | Старорузское                            |
| 207 | Тишино                      | деревня                 | ↘5        | Старорузское                            |
| 208 | Товарково                   | деревня                 | ↗5        | Дороховское                             |
| 209 | Трубицино                   | деревня                 | ↗15       | Ивановское                              |
| 210 | Тучково                     | посёлок городского типа | ↗23 115   | Тучково                                 |
| 211 | Углынь                      | деревня                 | ↘0        | Волковское                              |
| 212 | Усадково                    | деревня                 | ↗49       | Дороховское                             |
| 213 | Успенское                   | деревня                 | →2        | Волковское                              |
| 214 | Устье                       | деревня                 | ↗577      | Старорузское                            |
| 215 | Федотово                    | деревня                 | ↗37       | Дороховское                             |
| 216 | Федчино                     | деревня                 | ↗8        | Волковское                              |
| 217 | Федьково                    | деревня                 | ↗3        | Старорузское                            |
| 218 | Филатово                    | деревня                 | ↗81       | Ивановское                              |
| 219 | Фролково                    | деревня                 | →3        | Ивановское                              |
| 220 | Хомьяново                   | деревня                 | ↗8        | Ивановское                              |
| 221 | Хотебцово                   | деревня                 | ↗102      | Волковское                              |
| 222 | Хрущёво                     | деревня                 | →3        | Колюбакинское                           |
| 223 | Цыганово                    | деревня                 | ↘1        | Ивановское                              |
| 224 | Чепасово                    | деревня                 | ↘6        | Старорузское                            |
| 225 | Шелковка                    | деревня                 | ↘209      | Дороховское                             |
| 226 | Шилово                      | деревня                 | ↗14       | Волковское                              |
| 227 | Шорново                     | деревня                 | ↗14       | Ивановское                              |
| 228 | Щелканово                   | деревня                 | ↘11       | Волковское                              |
| 229 | Щербинки                    | деревня                 | ↘18       | Ивановское                              |
| 230 | Ястребово                   | деревня                 | ↘7        | Дороховское                             |

## Общая карта
Легенда карты:
|  | 10 000—20 000 жителей |
|  | 2000—5000 жителей     |
|  | 1000—2000 жителей     |
|  | 500—1000 жителей      |
|  | 200—500 жителей       |

## Экономика
Ведущими отраслями промышленности являются: АПК, строительство и добыча полезных ископаемых, перерабатывающая. К наиболее крупными промышленным объектам относятся:
- предприятия по выпуску строительных материалов:
  - ТМПСО «Рузский дом»,
  - «Дружба Монолит»,
  - ОАО «Бикор»,
- завод по производству кофе «Московской Кофейни на Паяхъ»,
- ОАО «Русское молоко», которое объединяет колхозные хозяйства района и молочный завод ОАО «Рузское молоко»,
- ЗАО «Союз-Виктан» (производство водки),
- ЗАО «Колюбакинский игольный завод»,
- производственный комплекс компании LG Electronics вблизи посёлка Дорохово, на Минском шоссе.

По сообщению газеты «Московский Комсомолец», основной частью земель на территории района владеет холдинг «Русское молоко».

## Транспорт
Через Рузский городской округ проходит железная дорога «Москва—Минск» (станции Тучково, Дорохово; платформы Санаторная, Театральная, Садовая, Партизанская), до самой Рузы железная дорога не доходит.

## Достопримечательности

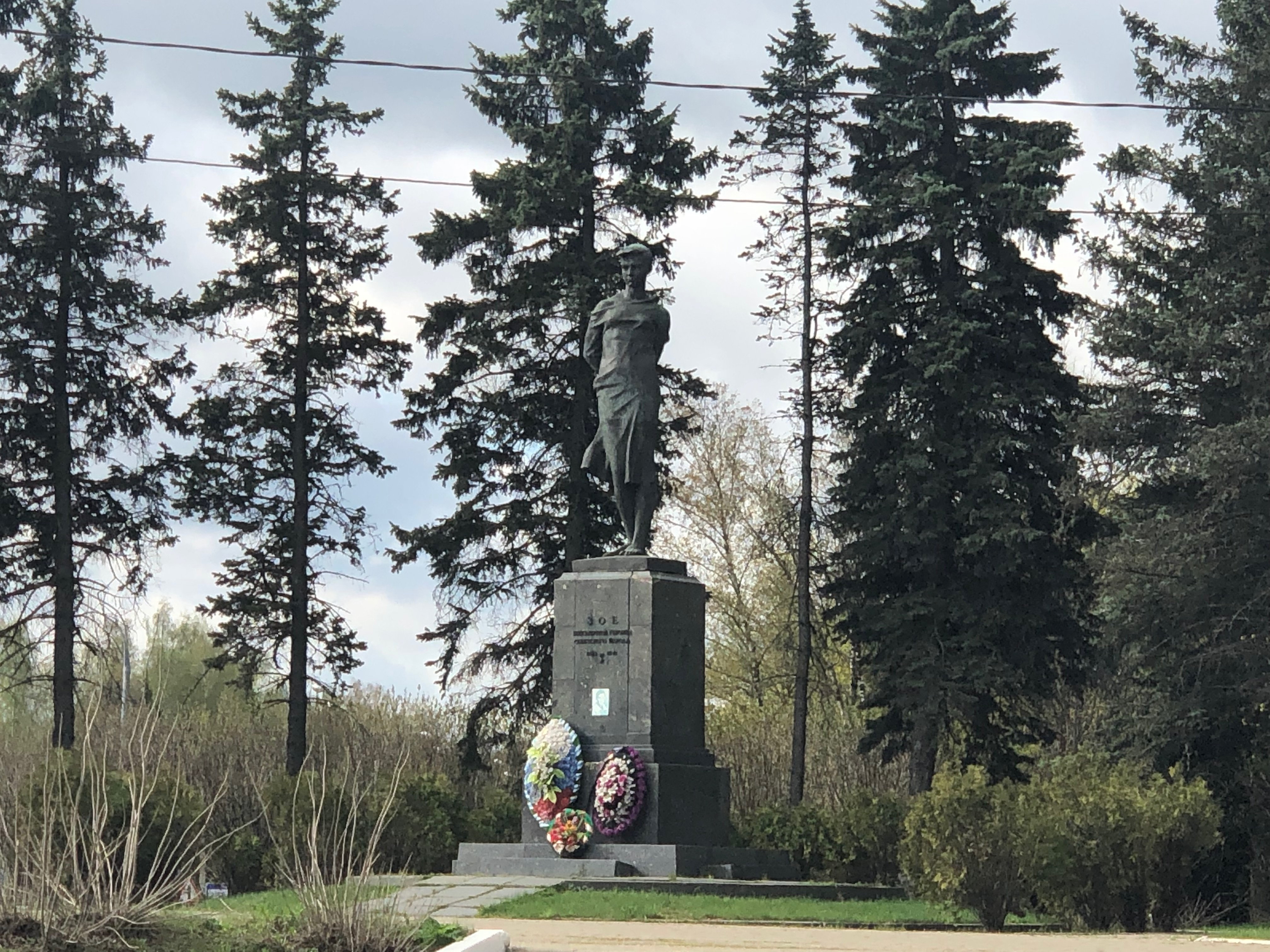
Памятник Зое Космодемьянской

- Музей З. Космодемьянской в д. Петрищево[42]
- Церковь св. Димитрия Солунского в Рузе
- Воскресенский собор в Рузе
- Борисо-Глебская церковь в Рузе
- Покровская церковь в Рузе
- Преображенская церковь с. Нестерово
- Покровская церковь с. Покровского-Шереметьева
- Храм Святой Троицы с. Макеиха
- Усадьба Любвино в Тучково
- Церковь Знамения Пресвятой Богородицы (1690 г., шатровый храм) и усадьба в с. Аннино
- Усадьба Волынщина-Полуектово — старинная вотчина бояр Волынских в 7 км к северу от Рузы[43]
- Трёхсвятская (Трёх святителей) церковь, построенная около 1780 г. рядом с усадьбой Волынщина-Полуэктово по заказу князя В. М. Долгорукова-Крымского, похороненного здесь в 1782 г[44].
- Усадьба Покровское-Шереметево[45]
- музей милиции
- Рузский краеведческий музей

## Люди, связанные с районом
- Дмитриев, Николай Фёдорович (1953—2005) — советский и российский поэт, лауреат премии Лениниского комсомола (1981), премии им. Александра Невского «России верные сыны» (2003), родился в селе Архангельское Рузского района. В краеведческих музеях в городе Руза и посёлке Космодемьянский Рузского городского округа открыты экспозиции, посвящённые творчеству поэта.
- Назаров, Дмитрий Юрьевич
- Попов Андрей Иванович